# Orla (Schiff)
Die Orla, Kennung: P41, war ein Patrouillenboot der Peacock-Klasse der irischen Marine. Das Boot war nach Orla, einer Großnichte Brian Borus, benannt. Ein für die irische Marine verwendetes Präfix LÉ steht für Long Éireannach („Irisches Schiff“).

## Geschichte
Wie der Rest der Klasse war das Schiff ursprünglich für den Einsatz bei der britischen Royal Navy in den Gewässern der Kronkolonie Hongkong konzipiert und wurde 1985 von Hall, Russell & Company als Swift (P243) an die Royal Navy ausgeliefert. Es wurde 1988 von Irland gekauft und 1989 dort in Dienst gestellt. Die Orla brachte 1993 das Drogenschiff Brime auf und war im Rahmen der Operation Pontus auch an der Flüchtlingsrettung im Mittelmeer beteiligt. Mitte 2019 wurde die Orla zusammen mit der Eithne „wegen Personalmangels auf unbestimmte Zeit außer Betrieb genommen […]“ Seit 2020 war sie wieder im Einsatz.
Am 8. Juli 2022 wurde die Orla, zusammen mit der Eithne und der Ciara, außer Dienst gestellt. Damit trennte sich der Irish Naval Service an einem Tag von einem Drittel seiner aktiven Schiffe.